# Jarkko Niemi (Radsportler)
Jarkko Niemi (* 3. November 1982 in Tampere) ist ein finnischer Radrennfahrer, der vorwiegend im Straßenradsport und Bahnradsport aktiv ist bzw. war.

## Sportlicher Werdegang
Seit Ende der 1990er Jahre ist Jarkko Niemi im Radsport aktiv. Dabei war er nie Mitglied in einem internationalen Radsportteam und startete bis auf wenige Ausnahmen nur bei nationalen Rennen in seiner Heimat Finnland. 1999 wurde er dabei Dritter der finnischen Junioren-Meisterschaft im Querfeldeinrennen. 2011 wurde er Vierter der Gesamtwertung des finnischen Etappenrennens Pyhäjärvi ajot und Fünfter der Gesamtwertung von Säklyän ajot. Highlights seiner Karriere waren der Gewinn der finnischen Meisterschaften 2012 im Straßenrennen und 2014 auf der Bahn im Punktefahren.
Neben dem Straßenradsport startete Niemi gelegentlich bei den nationalen Meisterschaften im Cyclocross und MTB-Marathon, beste Platzierung war 2017 ein vierter Platz im Cyclocross.
Im November 2017 wurde Niemi bei einem Dopingtest in der Saisonvorbereitung positiv auf Furosemid getestet. Durch den finnischen Radsportverband wurde er lediglich verwarnt, weil das finnische Sportethikzentrum und das Anti-Doping-Kontrollgremium den Dopingverstoß für unbeabsichtigt hielten. Das Mittel soll unbeabsichtigt durch Hautkontakt mit den Medikamenten seines Hundes in den Körper gelangt sein.

## Erfolge
2012
- Finnischer Meister – Straßenrennen

2014
- Finnischer Meister – Punktefahren